# Yogi Bhajan
Yogi Bhajan (Siri Singh Sahib Harbhajan Singh Khalsa Yogiji, född som Harbhajan Singh Puri 26 augusti 1929, död 6 oktober 2004, också känd som Siri Singh Sahib), var en andlig ledare, entreprenör och yogalärare som introducerade Kundalini Yoga i västvärlden med start i USA.[källa behövs] Han är också upphovsman till bland annat Yogi Tea[källa behövs] som är ett uppskattat te (infusion) i yogakretsar.